# えんか!!えいべっくす
えんか!!えいべっくすは、かつてエイベックス・グループ・ホールディングスが運営していたレコードレーベル。
「avexが演歌にも進出する」との触れ込みで発足したレーベル。同時にデビューした東京プリンが同レーベル所属アーティスト第1号となった。尚、通常のエイベックスレーベルのうち、「avex」が付くものは、ロゴマークが楕円（現在は変わっている）の中に『a』と記されるが、「えんか!!えいべっくす」の場合はこの中に『え』と記される。東京プリンは「携帯哀歌」でデビューし、演歌調の時事問題系のコミックソングであることから話題を集めた。
続いて1997年には吉田照美と小俣雅子がデュエット曲「浮気道（うわきどう）」をリリース。
なお、1999年にはエイベックスから島谷ひとみがデビューし、島田紳助・高原兄（アラジン）の提供楽曲である現代演歌「大阪の女」を発売したものの、結局えんか!!えいべっくすではなくavex traxからの発売となった。また、松平健が2007年にエイベックスに移籍した際も、移籍第1弾の楽曲「恋、二の次に」は演歌調であったものの、発売はavex ioからであった。
東京プリンは2007年の『ザ・ベスト・オブ・東京プリン＋画集』『ザ・ベスト・オブ・東京プリン2』までこのレーベルから作品を発売したが、2014年に発売した、実質最後の楽曲「明日笑っていられるように」はえんか!!えいべっくすではなくavex traxからの発売となった。
2014年、D-LITE(from BIGBANG)のミニアルバム「でぃらいと」のリリースを機に「えんか!!えいべっくす produced by YGEX」の名義で一時的にレーベルを再開。